# Miss International 1978
Miss International 1978, diciottesima edizione di Miss International, si è tenuta presso Tokyo, in Giappone, il 10 novembre 1978. La statunitense Katherine Ruth è stata incoronata Miss International 1978.

## Risultati

### Piazzamenti
| Risultato finale        | Concorrente                                 |
| ----------------------- | ------------------------------------------- |
| Miss International 1978 | - Stati Uniti - Katherine Ruth              |
| 2ª classificata         | - Norvegia - Jeanette Aarum                 |
| 3ª classificata         | - Belgio - Brigitte Maria Antonia Muyshondt |
| 4ª classificata         | - Germania - Petra Brinkmann                |
| 5ª classificata         | - Irlanda - Lorraine Bernadette Enriquez    |

### Riconoscimenti speciali
| Riconoscimento        | Concorrente                           |
| --------------------- | ------------------------------------- |
| Best National Costume | - Messico - Olga Pescador Sosa        |
| Miss Friendship       | - Bolivia - Rosita de Lourdes Requeña |
| Miss Photogenic       | - Austria - Elisabeth Havichek        |
| Miss Kimono           | - Israele - Lea Avgi                  |

## Concorrenti
- Argentina - Graciela Riadigos
- Australia - Michelle Cay Adamson
- Austria - Elisabeth Havichek
- Belgio - Brigitte Maria Antonia Muyshondt
- Bolivia - Rosita de Lourdes Requeña
- Brasile - Ângela Soares Chichierchio
- Canada - Kimberly Ann Allan
- Cile - Marianela Verónica Toledo Rojas
- Colombia - Olga Lucia Prada Rodríguez
- Corea del Sud - Chae Jung-sook
- Costa Rica - Marlene Lourdes Amador Barrenechea
- Danimarca - Anita Heske
- Filippine - Luz de la Cruz Policarpio
- Finlandia - Hymy Marja Suuronen
- Francia - Véronique Fagot
- Germania - Petra Brinkmann
- Giappone - Atsuko Taguchi
- Grecia - Aspasia "Sia" Krokidou
- Guam - Carmen Blas Sablan
- Hawaii - Roxane Celeste Fleming
- Honduras - Lorena Irias Navas
- Hong Kong - Regina Tsang Hing-Yu
- India - Sabita Dhanrajgir
- Irlanda - Lorraine Bernadette Enriquez
- Islanda - Sigurlaug "Dilly" Halldórsdóttir
- Israele - Lea Avgi
- Italia - Gloria Aita
- Malaysia - Farida Abdul Samad
- Messico - Olga Pescador Sosa
- Nicaragua - Maria Auxiliadora Paguaga Mantilla
- Norvegia - Jeanette Aarum
- Nuova Caledonia - Patricia Lorazo
- Nuova Zelanda - Donella Elizabeth Clemmence Thomsen
- Paesi Bassi - Karin Ingrid Gustaffson
- Regno Unito - Patricia Morgan
- Singapore - Felinah Bee Wah Teo
- Spagna - Maria Inmaculada Arencibia Parrado
- Stati Uniti - Katherine Ruth
- Svezia - Pia Birgitta Eriksson
- Svizzera - Daniela Patricia Haberli
- Turchia - Zulal Zeynen Mazmanoglu
- Uruguay - Sara Alaga Valega
- Venezuela - Doris Fueyo Moreno